# Mongoloraphidia (Mongoloraphidia) remmi
Mongoloraphidia (Mongoloraphidia) remmi is een kameelhalsvliegensoort uit de familie van de Raphidiidae. De soort komt voor in Kazachstan.
Mongoloraphidia (Mongoloraphidia) remmi werd voor het eerst wetenschappelijk beschreven door H. Aspöck & U. Aspöck in 1975.